# Фаньо (острів)
Фаньо (дан. Fanø) — острів у Північному морі біля південно-західного узбережжя півострова Ютландія. Найпівнічніший острів із Фризьких островів (входить до групи Північно-Фризьких островів). Належить Данії, входить до складу муніципалітету Фаньо (область Південна Данія). Площа 55,78 км², населення 3 207 осіб (2009).

## Географія
Острів завдовжки 16 км і завширшки 5 км, розташований поблизу берега біля міста Есб'єрг, з яким пов'язаний поромним сполученням.
На острові є кілька природних зон, поширені піски. На заході острова розташовані пляжі, на північному заході — піщана мілина. Рослинність: пустища та невеликі сосни. Три чверті території острова вкриті пляжами, дюнами, пустищами та болотами.

## Історія
У Середньовіччя був власністю короля, 1741 року викуплений місцевими жителями. У XVIII–XIX століттях на острові був великий рибальський флот. На початку ХХ століття став популярним курортом ютландської шляхти. Сьогодні дві головні галузі економіки: рибальство та туризм.

## Муніципалітет Фаньо
Муніципалітет входить до складу області Південна Данія і повністю розташований на острові Фаньо. При проведенні муніципальної реформи 2007 року муніципалітет Фане не був об'єднаний з іншими муніципалітетами.

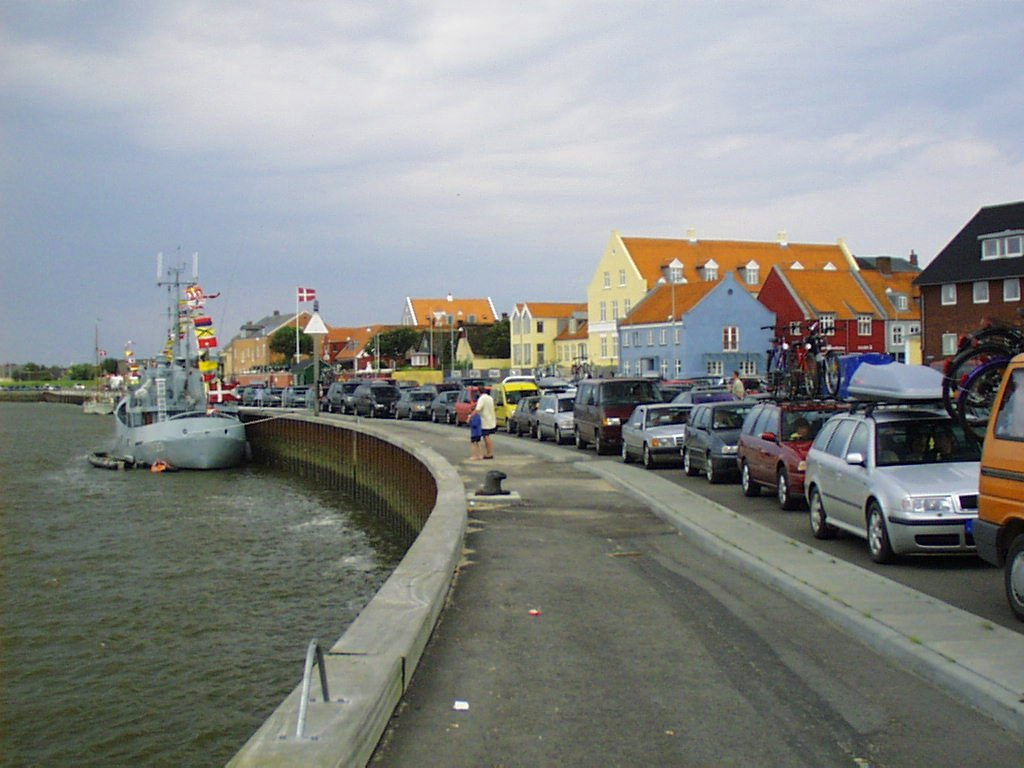
Набережна міста Норбю

Головне місто та місце знаходження муніципальної ради — місто Нордбю з населенням 2 659 особи (1 січня 2014 року). Інші населені пункти острова: Сьонерхо (дан. Sønderho), Фаньо Вестергавсбад (дан. Fanø Vesterhavsbad) та Ріннбю (дан. Rindby).
Історія муніципалітету пов'язана з морськими подорожами, сьогодні туризм — головна галузь економіки острова.

## Туризм

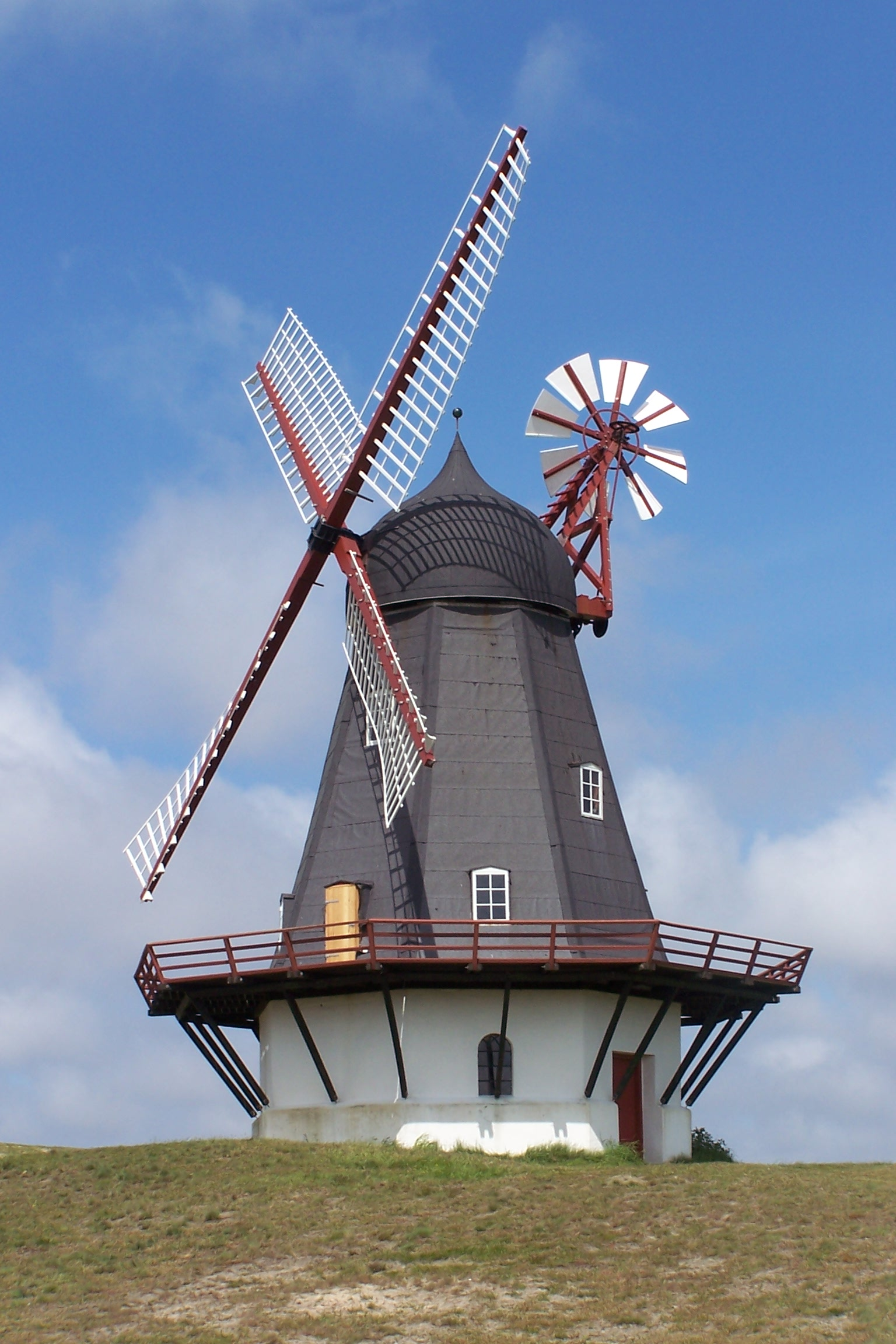
Млин у Сьонерхо

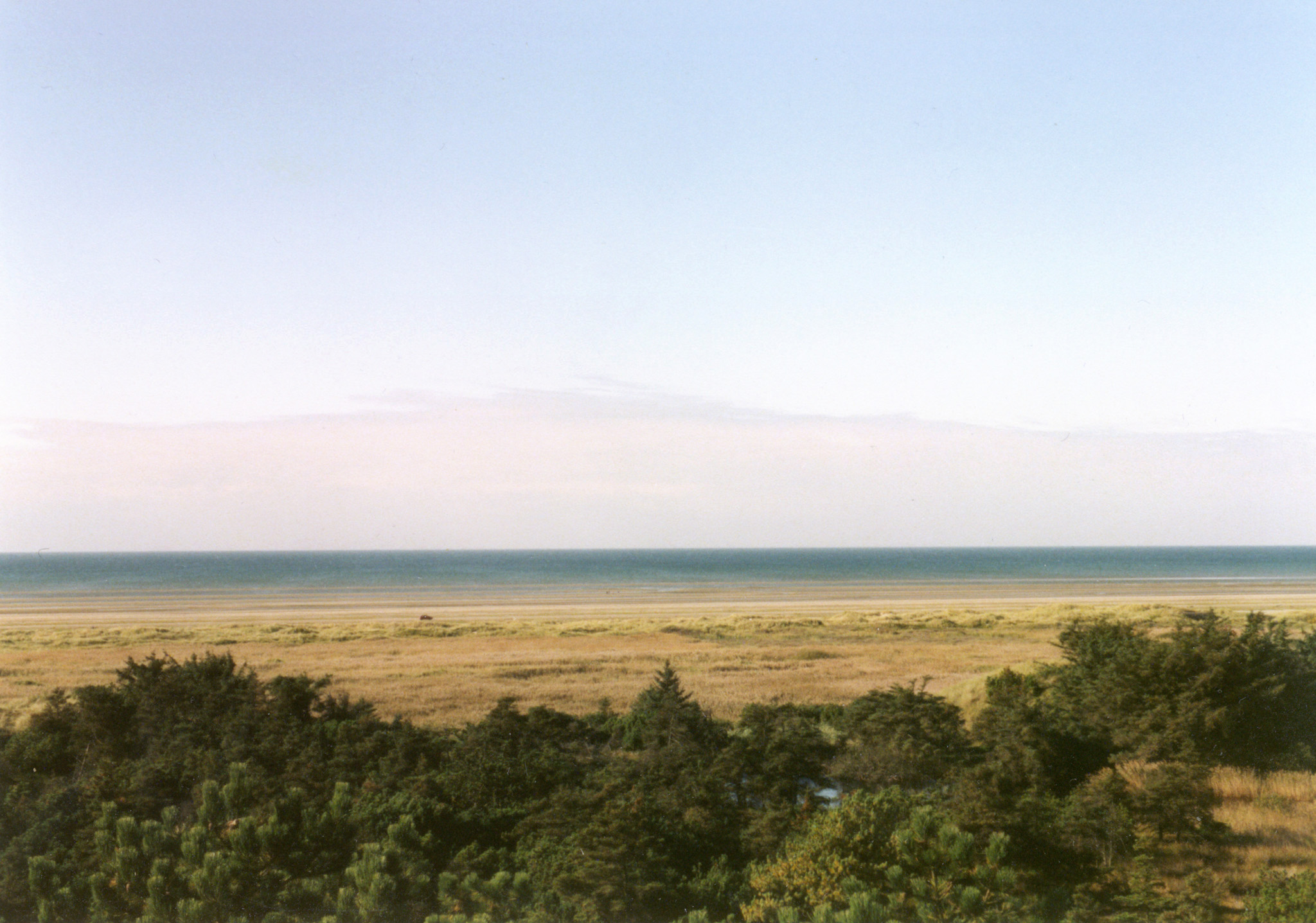
Пляж на західному березі

Економіка Фаньо значно залежить від туризму. Число людей, які прибувають на острів щоліта близько 30 тис. осіб. Основний об'єкт туризму — природа острова.
Головні природні пам'ятки: піщані пляжі, шляхи міграції птахів. На острові розташовані два морські міста з унікальною місцевою архітектурою — криті соломою будинки, орієнтовані вздовж напрямку захід-схід.